# Treago Castle
Treago Castle er en befæstet herregård i St Weonards, Herefordshire, England Den er opført omkring år 1500 og er baseret på en eksisterende middelalderborg med en firkantet borggård omkranset af en mur med tårne i hvert hjørne.
Udgravninger på stedet har vist at den er anlagt på grundfjeld, hvilket er i konflikt med rygter om at den tidligere har haft en voldgrav, som er fyldt på.
Det har været en listed building siden 30. april 1986.